# Bible II
『Bible II』（バイブル・ツー）は、松田聖子の2枚組ベスト・アルバム。1994年12月1日発売。発売元はSony Records。

## 解説
2枚組全31曲、歌手デビュー15周年記念ヒストリー・ベスト・アルバム。新曲「It's Style」含む（同時発売シングル「輝いた季節へ旅立とう」C/W）。
CD帯のコピー："このアルバムで、聖子POPSの歴史がすべてわかる!!"
Bibleシリーズの第2弾。後に、『Bible III』（1996年3月1日）がリリースされたほか、1980年から1995年までの間にSony RecordsからリリースされたシングルA・B面を収録した『Complete Bible』が1996年9月21日に発売された（限定生産）。
Disc 1は、シングルA面セレクション。第1弾『Bible』（1991年12月1日）に未収録の楽曲が中心となっている。『瞳はダイアモンド／蒼いフォトグラフ』を除く、松任谷由実（呉田軽穂）提供のA面曲がすべて収録。
Disc 2はシングルのB面曲とアルバム楽曲セレクション。前半は1980年代の楽曲（1992年のリテイクを含む）、後半はセルフ・プロデュースの楽曲が収録。Bible三部作で唯一、C/W曲が収録された。
ジャケット・歌詞カード・インナーフォトの撮影は篠山紀信。このとき撮影されたものは、『Bible III』、『Best of Best 27』（2004年4月14日）にも使用されている。
2006年7月19日に発売された、74枚組CD BOX『Seiko Matsuda』に、デジタル・リマスタリング仕様、かつLPサイズジャケットにリニューアルされて同梱された。リマスター盤の個別販売はない。

## 収録曲
各曲の詳細はリンクを参照。

### Disc 1
1. 青い珊瑚礁　（3:43）
2. 赤いスイートピー　（3:42）
3. 渚のバルコニー　（3:46）
4. 小麦色のマーメイド　（3:38）
5. 秘密の花園　（3:34）
6. 天国のキッス　（4:00）
7. ガラスの林檎　（4:00）
8. Rock'n Rouge　（4:18）
9. 時間の国のアリス　（4:46）
10. 天使のウィンク　（4:03）
11. 旅立ちはフリージア　（4:53）
12. きっと、また逢える…　（4:49）
13. あなたのすべてになりたい　（4:18）
14. 大切なあなた　（4:25）
15. もう一度、初めから　（4:56）

### Disc 2
1. マイアミ午前5時　（4:59）
  - アルバム『ユートピア』（1983年6月1日）収録
2. 制服　（3:37）
  - シングル「赤いスイートピー」（1982年1月21日）B面
3. ボン・ボヤージュ　（4:35）
  - シングル「Rock'n Rouge」（1984年1月21日）B面
4. 時間旅行　（4:30）
  - アルバム『SUPREME』（1986年6月1日）収録
5. 抱いて… （New Version）　（4:40）
  - アルバム『Sweet Memories'93』（1992年12月2日）収録
6. SWEET MEMORIES （New Version）　（4:31）
  - アルバム『Sweet Memories'93』収録
7. 瑠璃色の地球　（4:27）
  - アルバム『SUPREME』収録。
8. Time For Love　（4:27）
  - クリスマス・アルバム『A Time for Love』（1993年11月21日）収録
9. Baby Baby　（4:02）
  - アルバム『1992 Nouvelle Vague』（1992年3月25日）収録
10. I Want You So Bad!　（4:11）
  - アルバム『1992 Nouvelle Vague』収録
11. Hot Thing　（4:22）
  - アルバム『DIAMOND EXPRESSION』（1993年5月21日）収録
12. Dear Mom & Dad　（5:23）
  - アルバム『DIAMOND EXPRESSION』収録
13. 海辺のカフェテラス　（3:49）
  - アルバム『DIAMOND EXPRESSION』収録
14. Back for more　（5:03）
  - アルバム『Glorious Revolution』（1994年6月12日）収録
15. わたしにできるすべてのこと　（5:21）
  - アルバム『Glorious Revolution』収録
16. It's Style　（4:27）
  - アルバム『It's Style '95』（1995年5月21日）収録曲の前身。
  - ツアー「Seiko Matsuda Concert Tour 1995  It's Style'95」では、「It's Style」「It's Style'95」2曲続けて披露。DVD化されている。

## 関連作品
- Bible
- Bible III
- Complete Bible
- Premium Diamond Bible
- Diamond Bible